# 孙宁 (曲剧演员)
孙宁，男，中国一级演员，北京市曲剧团艺委会主任。1978年毕业于北京市戏曲（艺术）学校曲剧表演专业。1995年主演北京曲剧《烟壶》获文化部第六届文化表演奖。

## 部分出演作品
| 作品类型 | 作品名         | 角色         |
| -------- | -------------- | ------------ |
| 曲剧     | 《龙须沟》     | 赵大爷       |
| 曲剧     | 《烟壶》       | 大、小刘麻子 |
| 电视剧   | 《走向共和》   | 康有为       |
| 电视剧   | 《一帘幽梦》   | 肃顺         |
| 电视剧   | 《德龄公主》   | 伍廷芳       |
| 电视剧   | 《贞观之治》   | 房玄龄       |
| 电视剧   | 《大明奇才》   | 朱棣         |
| 电视剧   | 《楚漢傳奇》   | 韩王成       |
| 电视剧   | 《甄嬛传》     | 年羹尧       |
| 电视剧   | 《武媚娘傳奇》 | 李勣         |